# Алкау
Алкау (каз. Алқау) — село в Мендыкаринском районе Костанайской области Казахстана. Входит в состав Алешинского сельского округа. Код КАТО — 395633300.

## Население
В 1999 году население села составляло 183 человека (91 мужчина и 92 женщины). По данным переписи 2009 года, в селе проживали 162 человека (78 мужчин и 84 женщины). По данным переписи 2021 года, в селе проживало 100 человек (50 мужчин и 50 женщин).